# ادی کلی
ادی کلی (انگلیسی: Eddie Kelly؛ زادهٔ ۷ فوریهٔ ۱۹۵۱) بازیکن فوتبال اهل اسکاتلند است.

## باشگاهی
از باشگاه‌هایی که در آن بازی کرده‌است می‌توان به باشگاه فوتبال تورکی یونایتد، باشگاه فوتبال آرسنال، باشگاه فوتبال کویینز پارک رنجرز، باشگاه فوتبال ای‌اف‌سی بورنموث، باشگاه فوتبال نوتس کانتی، باشگاه فوتبال لستر سیتی، و باشگاه فوتبال لستر سیتی، اشاره کرد.

## تیم ملی
وی همچنین در تیم ملی فوتبال زیر ۲۳ سال اسکاتلند بازی کرده‌است.